# Michał Żymierski
Michał Żymierski (nombre de nacimiento Michał Łyżwiński, y su seudónimo fue entre otros, Rola) nació el 4 de septiembre de 1890 en Cracovia, y falleció el 15 de octubre de 1989 en Varsovia. Fue un militar polaco, que posteriormente abrazó la causa comunista, siendo nombrado Mariscal de Polonia en 1945. Formó parte del gobierno comunista de la posguerra, detenido en 1953, y rehabilitado dos años después, desempeñando responsabilidades gubernamentales.